# 未成年裁判
『未成年裁判』（韓国語：소년 심판）は2022年2月25日から配信中の大韓民国のテレビドラマである。実在する少年法を題材に、視聴者へ少年犯罪の実態を訴えかけるように描かれていく。

## あらすじ
地裁少年部判事に就任した一人の女性、シム・ウンソク（キム・ヘス）は不良少年に嫌悪心を抱いていても、常に適切な処罰を下していった。そんな彼女は正しい道へ導くために不良少年の原因を突きとめてゆく。

## 出演

### 主要人物
シム・ウンソク：キム・ヘス 声/ (志田有彩)
ヨンファ地裁少年合議部判事。不良少年を憎んでいる。
チャ・テジュ：キム・ムヨル 声/ (中村源太)
ヨンファ地裁少年合議部判事。アルコール依存症の父を持ち、家庭内暴力を振るわれていた。尊属殺人で少年院で過ごした過去を持つ。
カン・ウォンジュン：イ・ソンミン 声/ (後藤光祐)
ヨンファ地裁少年合議部部長判事。少年院にいたチャ判事と会ったことがあり、彼が立ち直るきっかけになった。
ナ・グニ：イ・ジョンウン
ウォンジュンの後任となった、ヨンファ地裁少年合議部部長判事。
ペク・ソンウ :イ・ヨン声/岡村明香

### その他
チュ・ヨンシル：イ・サンヒ
ヨンファ地裁少年合議部参与員。
ソ・ボム：シン・ジェフィ
ヨンファ地裁少年合議部事務官。